# 西拉奥
西拉奥（Silao），是印度比哈尔邦Nalanda县的一个城镇。总人口20177（2001年）。

## 人口
该地2001年总人口20177人，其中男性10483人，女性9694人；0—6岁人口3875人，其中男1982人，女1893人；识字率51.62%，其中男性为59.70%，女性为42.89%。